# I Am What I Am (album de Shirley Bassey)
Pour les articles homonymes, voir I Am What I Am.
Albums de Shirley Bassey
All by Myself
(1982) La Mujer
(1989)
Singles
I Am What I Am est le vingt sixième album studio de Shirley Bassey, sorti en 1984. Il est classé no 25 au UK Albums Chart et remporte un disque d'Or, le premier de la carrière de la chanteuse (hormis compilations), avec plus de 100 000 exemplaires vendus.
L'album, enregistré avec l'Orchestre symphonique de Londres sous la direction de Carl Davis, ne contient que deux nouvelles chansons : la chanson-titre I Am What I Am, extraite de la comédie musicale La Cage aux folles de Jerry Herman et Harvey Fierstein qui avait remporté six Tony Awards l'année précédente et était devenue un tube de Gloria Gaynor ; et To All the Men I've Loved Before, un hit de la même année de Julio Iglesias. Le reste de I Am What I Am contient des reprises d'anciens succès de Bassey. L'album, enregistré sur l'éphémère label britannique Towerbell Records (1980-1985), ne sort pas aux États-Unis.
Aucun des deux singles Natalì (TOW60, avec As Long as He Needs Me en face B) et I Am What I Am (TOW62, avec This Is My Life en face B) n'entre au hit-parade.
I Am What I Am sort en 33 tours, cassette audio et disque compact, puis est réédité de nombreuses fois.

## Liste des chansons

### Face A
1. What Now My Love (Gilbert Bécaud, Pierre Delanoë, Carl Sigman)
2. Something (George Harrison)
3. As Long as He Needs Me (Lionel Bart)
4. Kiss Me Honey Honey (Al Timothy, Michael Julien)
5. As I Love You (Jay Livingston, Ray Evens)
6. Big Spender (Cy Coleman, Dorothy Fields)
7. Send In the Clowns (Stephen Sondheim)
8. I Am What I Am (Jerry Herman)

### Face B
1. Goldfinger (Leslie Bricusse, Anthony Newley, John Barry)
2. I (Who Have Nothing) (Mogol, Carlo Donida Labati, Jerry Leiber, Mike Stoller)
3. Natalì (Umberto Balsamo, Norman Newell)
4. And I Love You So (Don McLean)
5. Never, Never, Never (Tony Renis, Alberto Testa, Norman Newell)
6. For All We Know (Fred Karlin, Arthur James)
7. This Is My Life (Norman Newell, Bruno Canfora, Antonio Amurri)

### Titres supplémentaires sur CD
1. If You Don't Understand (Toto Cutugno, Norman Newell) Seulement sur les rééditions du CD
2. To All the Men I've Loved Before (Albert Hammond, Hal David) Seulement sur le CD original japonais

## Personnel
- Shirley Bassey – chant
- Norman Newell - producteur exécutif
- Carl Davis - arrangements, orchestration avec l'Orchestre symphonique de Londres